# Römerberg, Rheinland-Pfalz
Römerberg, Rheinland-Pfalz är en kommun i Rhein-Pfalz-Kreis i förbundslandet Rheinland-Pfalz i Tyskland. Kommunen bildades 7 juni 1969 genom en sammanslagning av kommunerna Berghausen, Heiligenstein och Mechtersheim.
Kommunen ingår i kommunalförbundet Verbandsgemeinde Römerberg-Dudenhofen tillsammans med ytterligare tre kommuner.